# Video Awards
De #Video Awards, van 2017 tot en met 2019 uitgereikt onder de naam de Hashtag Awards, zijn vakprijzen voor makers, producenten, merken en platformen van online video's die worden uitgereikt tijdens award gala dat plaatsvindt in Amsterdam. De prijs werd in het leven geroepen om aandacht te vestigen op content die gemaakt wordt in de onlinevideowereld. De prijs was te vergelijken met de Gouden Televizier-Ring maar dan voor het internet, echter werd de winnaar uit de nominaties verkozen door een vakjury in plaats van door de kijker.

## Achtergrond
De prijs werd voor het eerst als de Hashtag Awards uitgereikt op 17 december 2017 en werd een jaarlijks evenement wat ieder jaar in december zijn opwachting maakte tot en met 2019. In 2020 werd besloten de Hashtag Awards niet door te laten gaan door de coronacrisis in Nederland, de organisatie vond het niet gepast om een dusdanig evenement te organiseren als zoveel partijen in de industrie nog kampen met de gevolgen van de crisis. In 2021 werd de prijs eveneens niet uitgereikt.
In 2022 maakte de organisatie een doorstart en werd de naam van de prijs veranderd van Hashtag Awards naar #Video Awards. In maart 2022 werd een extra gala georganiseerd om de prijzen van 2021 alsnog uit te reiken.

## Winnaars

### Eerste editie (2017)
| Categorie                           | Winnaars                                              | Productiebedrijf                |
| ----------------------------------- | ----------------------------------------------------- | ------------------------------- |
| Beste Gaming Video                  | Legends of Gaming NL                                  | EndemolShine Beyond             |
| Beste Nieuws Video                  | Concentrate for Kids Rights                           | RTL ism First Hour              |
| Beste New Creator Video             | Op me monnie - Famke Louise                           | Framez Production               |
| Beste Creator Video                 | Furbruary - Furtjuh                                   | n.v.t.                          |
| Beste Music Video                   | Continuum                                             | FremantleMedia                  |
| Beste Online Video                  | Achter Buurten                                        | AD, Top Notch, Goya Productions |
| Beste Influencer Campagne           | Galway Girl Parodie - Ponkers                         | Onlane                          |
| Beste Social Media Moment           | Zondag met Lubach - The Netherlands Second            | Human Factor                    |
| Beste Branded Video                 | Samsung's Valentijns Video                            | Boomerang Agency                |
| Beste Entertainment Video           | StukTV - Het Jachtseizoen                             | CCCP                            |
| Beste Beauty & Lifestyle Video      | Nikkietutorials - Power of Make up ft. Kim Kardashian | n.v.t.                          |
| Meest Innovatieve Social Media Post | Ziggo - Who's the character                           | Tiny Riot                       |

### Tweede editie (2018)
| Categorie                      | Winnaars                                                 | Productiebedrijf    |
| ------------------------------ | -------------------------------------------------------- | ------------------- |
| Beste Gaming Video             | Legends of Gaming NL                                     | EndemolShine Beyond |
| Beste Nieuws Video             | Studio Korea                                             | MyChannels          |
| Beste Creator Video            | Bucket Boys richten SBS7 op met fietsenmaker John de Mol | Bucket Boys         |
| Beste Music Video              | Caza en Famke Louise - Slide                             | Framez Productions  |
| Beste Online Video             | #BOOS DOCU: Terug naar je eige land                      | BNNVARA             |
| Beste Influencer Campagne      | Magnum Mansion                                           | Glasnost            |
| Beste Branded Video            | Het is jouw beurtbalkje - Appie Today                    | Big Shots Group     |
| Beste Beauty & Lifestyle Video | In drie maanden onderbroekenmodel                        | Cinemates           |
| Beste Livestream Video         | Lidl - Lidl Kortingsfeestje                              | Dorst & Lesser      |
| Beste Video on Demand          | Mocro Maffia                                             | RTL Productions     |
| Beste Online Serie             | FIRST - Tata Joela                                       | NewBe               |
| Diamand Award                  | StukTV                                                   | Talpa Producties    |

### Derde editie (2019)
| Categorie                 | Winnaars             | Productiebedrijf                             |
| ------------------------- | -------------------- | -------------------------------------------- |
| Beste Gaming Video        | Legends of Gaming NL | EndemolShine Beyond                          |
| Beste Nieuws Video        | Govert Sweep         | -                                            |
| Beste Creator Video       | Korthom              | -                                            |
| Beste Music Video         | Kalvijn              | -                                            |
| Beste Online Video        | House of No Limits   | Samsung Group, T-Mobile Nederland en Endemol |
| Beste Branded Video       | House of No Limits   | Samsung Group, T-Mobile Nederland en Endemol |
| Beste Livestream          | Streetlab            | CCCP                                         |
| Beste Influencer Campagne | Vieze Fur            | -                                            |
| Diamond Award             | ViacomCBS Benelux    | ViacomCBS Benelux                            |

### Vierde editie (2022)
Tijdens de vierde editie werd de prijs voor het eerst uitgereikt onder de naam #Video Awards, het was een extra editie in maart 2022 om de prijzen van 2021 alsnog uit te reiken.
| Categorie                   | Winnaars                                       | Productiebedrijf           |
| --------------------------- | ---------------------------------------------- | -------------------------- |
| Beste Acteur/Actrice        | Elise Schaap                                   | -                          |
| Beste Beauty & Lifestyle    | Open Kaart - Robbert Rodenburg                 | -                          |
| Beste Creator               | Nesim el Ahmadi                                | -                          |
| Beste Docu                  | 15 jaar 101 Barz                               | BNNVARA                    |
| Beste E-Sports & Gaming     | The Next E-Talent Team Gullit                  | EndemolShine / Videoland   |
| Beste Influencer Campagne   | Target Seizoen 2 - Werken Bij Defensie         | Hot Pepper                 |
| Beste Livestream            | FC Avondklok - Défano Holwijn                  | -                          |
| Beste Music Video           | Adem je in - S10                               | Noah's Ark                 |
| Beste Nieuws & Infotainment | NOS op 3                                       | NOS                        |
| Beste Online Video          | Corona Drone Beelden: Den Haag vanuit de lucht | DPG Media                  |
| Beste Sponsored Video       | Samen kunnen we niet Stuk                      | StukTV / Talpa Social      |
| Beste Video on Demand       | Mocro Maffia                                   | Fiction Valley / Videoland |

### Vijfde editie (2022)
| Categorie                         | Winnaars                                              | Productiebedrijf                |
| --------------------------------- | ----------------------------------------------------- | ------------------------------- |
| Beste Talent                      | Rida Deraoui                                          | -                               |
| Beste Video on Demand             | Human Playground - Scenery                            | Netflix                         |
| Beste Music Video                 | Stiekem - Maan met Goldband                           | -                               |
| Beste Nieuws & Infotainment Video | Ter Apel - Danny Ghosen                               | VPRO                            |
| Beste eSport & Gaming Video       | Game vs Reality                                       | Radancy / eDefensie             |
| Beste Online Video                | BOOS: This is The Voice                               | BOOS / BNNVARA                  |
| Beste Online Serie                | Na 100 meter linksaf                                  | DPG Media                       |
| Beste Sponsored Video             | De kracht van 4 vrouwen                               | Kaaps Film / Radancy / Defensie |
| Beste Livestream                  | Qucee                                                 | -                               |
| Beste Docu                        | NIKKI                                                 | Doclines                        |
| Beste Influencer Campagne         | Help! Een onzichtbare strijd van de jongere generatie | Agency / Jonathan de Jong       |
| Meeste Impact                     | BOOS: This is The Voice                               | BOOS / BNNVARA                  |
| Beste Streaming Platform          | Videoland                                             | Videoland                       |
| Beste Creator                     | Stefan de Vries                                       | -                               |